# チャッパ
チャッパは、打楽器のひとつ。古くは仏教儀式での鳴り物として使われていた。別名「手拍子」（チャッパ）「銅鈸子（どうばつし）」「銅拍子（どうびょうし）」ともいうが、特に歌舞伎下座音楽では「チャッパ」と呼ばれている。

## 形状と奏法
- 小さなシンバルに似た銅ばち（中央が椀状に突起した青銅製）2つを両手に持ち、打ち合わせて音を出す。
- 和太鼓演奏や民謡の際の鳴り物として一般的には脇役的存在に見えるが、同じ鳴り物の「チャンチキ」同様、演奏や曲調全体を把握している必要がある重要な存在であり、実際は大変奥が深い。
- 昨今は脇役的存在からソロで演奏される機会が多くなってきている。